# Coccoderus sexmaculatus
Coccoderus sexmaculatus là một loài bọ cánh cứng trong họ Cerambycidae.